# 花はどこへいった
『花はどこへいった』（はなはどこへいった）は、枯れ葉剤被害者のベトナム人とアメリカ人の交流を描いた2007年坂田雅子制作のドキュメンタリー映画。

## 映画祭・評価
- 東京国際女性映画祭参加
- 第26回 国際環境映画祭（Festival International du Filmd'Environnement）審査員特別賞受賞
- 第17回 アース・ビジョン地球環境映像祭 環境映像部門入賞、審査員特別賞受賞
- 第63回毎日映画コンクール ドキュメンタリー映画賞受賞